# Ma (řeka)
Ma (vietnamsky Sông Mã) je řeka na severu Laosu a Vietnamu v Jihovýchodní Asii. Je přibližně 400 km dlouhá.

## Průběh toku
Pramení na svazích hřbetu Šamšao. Ústí do Tonkinského zálivu Jihočínského moře, přičemž vytváří deltu.

## Vodní režim
Nejvyšší vodní stav je v červenci a v srpnu.

## Využití
Na dolním toku je možná vodní doprava. Delta je hustě osídlena. Na řece leží město Thanh Hóa (Vietnam).